# Lars Lilliestam
Lars Olof Lilliestam, född 11 juli 1951 i Nylöse församling, Göteborgs och Bohus län, är en svensk musikvetare. 
Lilliestam har varit verksam som universitetslärare och forskare sedan 1975, tog doktorsexamen 1989, och är sedan 2002 professor i musikvetenskap vid Göteborgs universitet. Har varit involverad i den uppmärksammade debatten om den svenska musikvetenskapens inriktning och framtid, bland annat i STM-online.